# Penurunan
Penurunan is een bestuurslaag in het regentschap Bengkulu van de provincie Bengkulu, Indonesië. Penurunan telt 5332 inwoners (volkstelling 2010).